# 티라나 대학교

로고

티라나 대학교(알바니아어: Universiteti i Tiranës)는 알바니아 티라나에 위치한 대학교이다. 1957년 10월에 5개의 고등 기관이 합병하여 티라나 국립 대학교(Universiteti Shtetëror i Tiranës)로 설립되었으며, 1985년부터 1991년까지는 당시의 독재자 엔베르 호자를 따서, 티라나 엔베르 호자 대학교(Universiteti i Tiranës "Enver Hoxha")라고 불리었다.
설립할 때 있었던 공학부는 1991년 티라나 공과 대학교로 분할되어 현재는 8개의 학부가 있다.